# Arthroleptis wahlbergii
Arthroleptis wahlbergii es una especie de anfibio de la familia Arthroleptidae.
Habita en Sudáfrica y posiblemente en Mozambique.
Sus hábitats naturales son bosques tropicales o subtropicales, plantaciones, jardines rurales, áreas urbanas y zonas antiguamente boscosas ahora degradadas.
Está amenazada de extinción por la pérdida de su hábitat natural.